# Hungarian International 1988
Die Hungarian International 1988 fanden vom 4. bis zum 6. November 1988 in Budapest statt. Es war die 13. Auflage dieser internationalen Meisterschaften im Badminton von Ungarn.

## Sieger und Platzierte
| Disziplin    | Gold                             | Silber                           | Bronze                        |
| ------------ | -------------------------------- | -------------------------------- | ----------------------------- |
| Herreneinzel | Andrei Antropow                  | Klaus Fischer                    | Jerzy Dołhan                  |
| Herreneinzel | Andrei Antropow                  | Klaus Fischer                    | Tariq Farooq                  |
| Dameneinzel  | Bożena Siemieniec                | Monika Cassens                   | Gizella Fábián                |
| Dameneinzel  | Bożena Siemieniec                | Monika Cassens                   | Diana Koleva                  |
| Herrendoppel | Andrei Antropow Sergei Melnikow  | Jerzy Dołhan Jacek Hankiewicz    | Jürgen Koch Heimo Götschl     |
| Herrendoppel | Andrei Antropow Sergei Melnikow  | Jerzy Dołhan Jacek Hankiewicz    | Klaus Fischer Heinz Fischer   |
| Damendoppel  | Monika Cassens Petra Michalowsky | Bożena Siemieniec Marzena Masiuk | Éva Varga Márta Dovalovszki   |
| Damendoppel  | Monika Cassens Petra Michalowsky | Bożena Siemieniec Marzena Masiuk | Judit Fejes Ildikó Vígh       |
| Mixed        | Jerzy Dołhan Marzena Masiuk      | Kai Abraham Petra Michalowsky    | Holger Wippich Monika Cassens |
| Mixed        | Jerzy Dołhan Marzena Masiuk      | Kai Abraham Petra Michalowsky    | Csaba Kiss Gizella Fábián     |

## Finalergebnisse
| Disziplin    | Sieger                           | Finalist                         | Ergebnis    |
| ------------ | -------------------------------- | -------------------------------- | ----------- |
| Herreneinzel | Andrei Antropow                  | Klaus Fischer                    | 15–5, 15–10 |
| Dameneinzel  | Bożena Siemieniec                | Monika Cassens                   | 11–2, 12–10 |
| Herrendoppel | Andrei Antropow Sergei Melnikow  | Jerzy Dołhan Jacek Hankiewicz    | 15–0, 15–6  |
| Damendoppel  | Monika Cassens Petra Michalowsky | Bożena Siemieniec Marzena Masiuk | 15–1, 15–8  |
| Mixed        | Jerzy Dołhan Marzena Masiuk      | Kai Abraham Petra Michalowsky    | 15–6, 15–6  |